# Josef Veselý (1875)

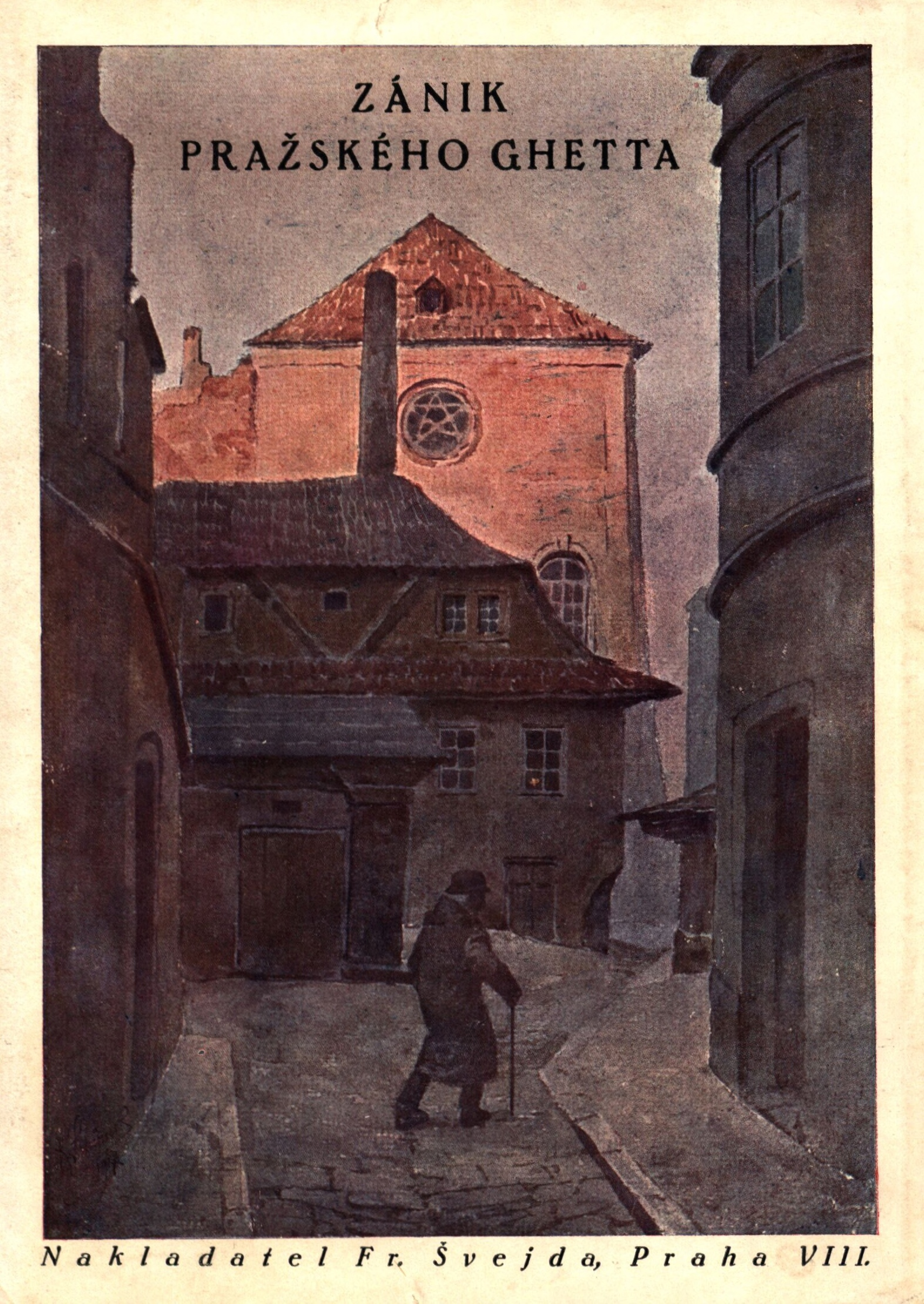
Josef Veselý: Zánik pražského ghetta (obálka vydání 1917)

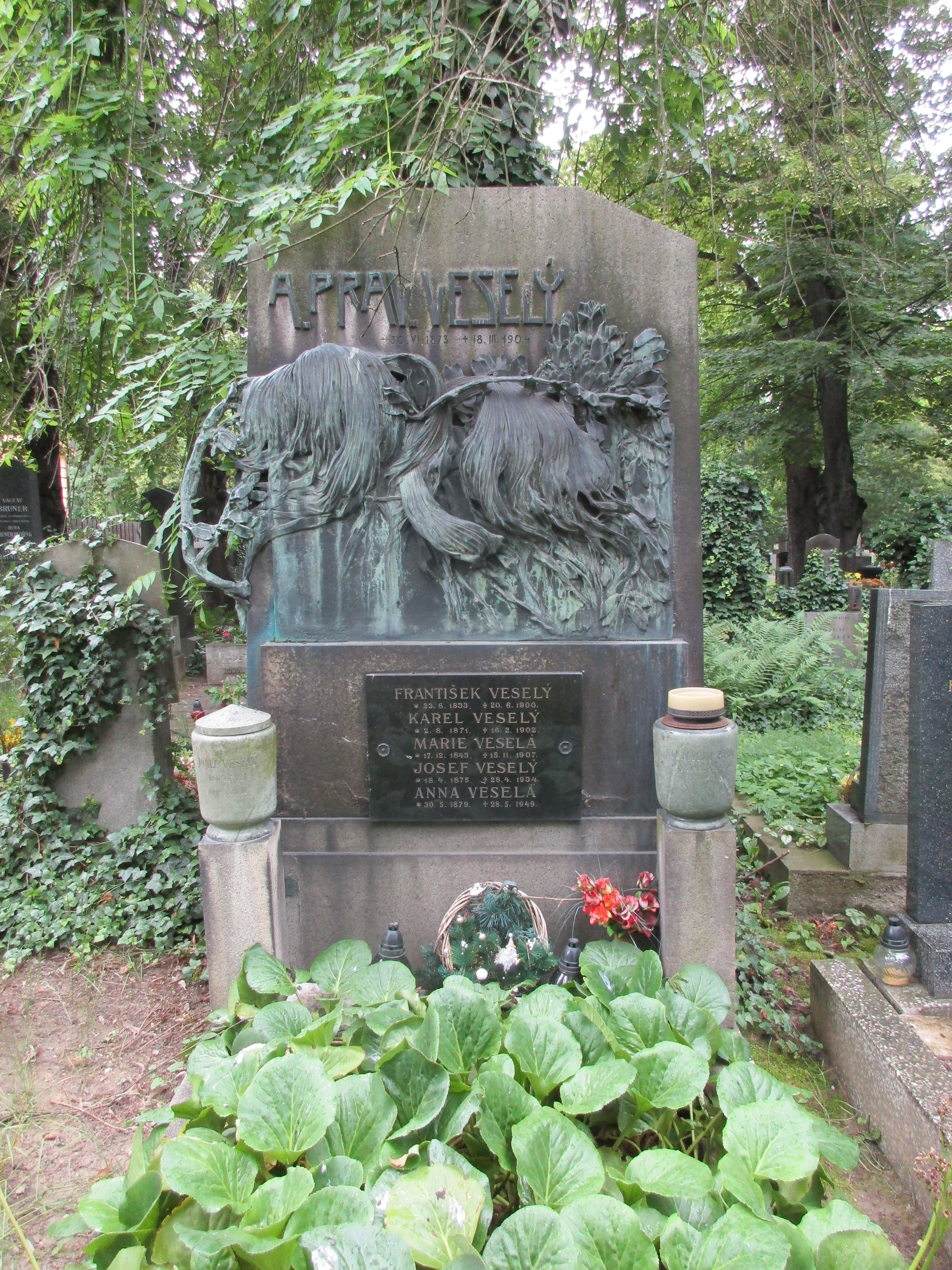
Hrob rodiny na Olšanských hřbitovech

Josef Veselý (18. dubna 1875 Jičín – 28. dubna 1934 Praha) byl český novinář a spisovatel.

## Život
Narodil se v rodině policejního strážníka (původně cukráře v Jičíně) Františka Veselého (1833–1900). První manželka Františka Veselého zemřela v Jičíně v roce 1863; z tohoto manželství pocházel syn František. S druhou manželkou Marií, rozenou Seifertovou (1844–1907) se František Veselý oženil v Jičíně roku 1867. Z druhého manželství měl čtyři syny (nejmladší zemřel předčasně) a jednu dceru.
Josef Veselý se vyučil rukavičkářem. Jako osmnáctiletý rukavičkářský pomocník byl jedním z obžalovaných v procesu s Omladinou. Když v průběhu procesu obžalovaní protestovali proti přítomnosti dvaceti četníků s puškami s bodáky v soudní síni, odmítali se nechat v takové situaci hájit. Josef Veselý reagoval, podobně jako další, slovy:
| „ | Prohlašuji, že se nedáme pod bodáky hájiti, a zprošťujeme pány obhájce jejich úkolu. | “ |

Další dny pak jednání soudu probíhalo bez přítomnosti obžalovaných a s obhájcem ex offo. Josef Veselý byl v tomto procesu odsouzen ke 14 měsícům vězení.
Sebevzděláním se vypracoval na redaktora a přispěvatele do sociálně–demokratických časopisů, jmenovitě časopisu Záře a Rudé květy.
Žil ve skrovných poměrech bez stálého zaměstnání, závislý na výdělku ze své novinářské práce. Neoženil se a neměl potomky. Poslední rok života dožil u své sestry Anny.

### Významní příbuzní
- Antonín Pravoslav Veselý, bratr (novinář, odsouzený v procesu s Omladinou)
- František Veselý, bratr, ministr spravedlnosti

## Dílo
Ve svých publikacích a novinářské práci se věnoval nejen sociálním tématům, ale často i historii Prahy. Zastával silně republikánské a antiklerikální postoje, které vyjádřil např. v publikaci Karlův kamenný most pražský:
| „ | S duchem moderní Prahy, demokratické a republikánské, nikterak se nesrovnává zastaralá dekorace Karlova mostu, oslavující středověké katolictví a připomínající dobu šlechty a monarchismu. Přijde zajisté čas, kdy sochy Karlova mostu budou dány do musea spolu s jinými upomínkami na dobu rakouskou a habsburskou. Karlův most se pak stane tím, čím původně býval, mostem s malebnými gotickými věžemi, jimiž tolik vyniká nad všechny mosty světa. | “ |
| — | |   |

Též překládal z angličtiny.

### Knižní vydání
- Zemědělskému dělnictvu (V Praze, nákladem časopisu Zář, 1900)
- Za úsměv života – dva příběhy (Praha, Tisk. výbor českoslovanské soc. dem. strany dělnické, 1905 a Zář, 1905)
- Pod Hradčany – obraz života malostranského před dvaceti lety (V Praze, Otakar Janáček, 1909)
- Zánik pražského ghetta (Praha, Frant. Švejda,	1917)[10]
- Drama nového světa (román, Praha, Fr. Švejda, 1918)
- U Jeřábků (z kroniky malostranské rodiny; Praha, Frant. Švejda, 1918)[11]
- Zánik pražského ghetta (1917, Praha, František Švejda)
- A. Pravoslav Veselý – jeho životopis a ideály (V Praze, J. Veselý, 1919-1920)
- Román mladého idealisty (Praha, Knihovna Obrození, 1922)
- Z bojů za svobodu – omladináři v národním odboji a za republiky (Praha, Památník odboje, 1923)
- Bradáč (obrázky staropražské a různé; Praha, Rudolf Hudec, 1924)
- Prahou tisíciletou (drobnomalby, obrazy a pohledy ze života staré i nové Prahy; Praha, nákladem redaktora Rudolfa Hudce, 1926)
- Karlův kamenný most pražský (děje mostu, jeho památky a katoličtí svatí; Praha, Tiskové a nakladatelské družstvo CČS,	1928)

### Novodobé vydání
- Zánik pražského ghetta, aneb, Nezapomenutelný večer doktora Preiningera (autoři Josef Veselý, Dan Hrubý, ilustrace Helena H. Zahrádecká; Praha, Pražské příběhy, 2019)